# 마츠시마 나나코
마츠시마 나나코(일본어: 松嶋 菜々子, 1973년 10월 13일 ~)는 일본의 배우이자, 패션 모델이다.
가나가와현 자마시 출신이며, 소속사는 세븐스 에비뉴이다. 남편은 같은 배우인 소리마치 타카시이며, 딸이 2명 있다.

## 개요
가나가와현 자마시에서 태어났다. 초등학교 3~6학년까지는 요코하마시에서 자란다. 그 후, 중학교 때부터는 다시 자마시에서 지낸다. 현재 공식 사이트에서는 요코하마시 출신으로 되어 있지만 데뷔 당시 프로필에는 자마 시 출신이라고 되어 있다. 가나가와현 사립 사가미 여자 대학 고등부(相模女子大学高等部) 이과를 졸업했다. 고등학교 1학년이 끝나갈 무렵에 스카우트되어 부모님의 반대를 설득하면서 모델을 시작했다. 'ViVi'의 전속 모델 시절부터 패션 모델로서 평가가 높았다.
모델의 일, 아사히 화학의 캠패인 걸, 광고 등을 거치며 배우의 길로 들어서게 되며 버라이어티 프로그램에서 활약하기 시작한다. 1996년 NHK 종합 텔레비전의 연속 TV 소설 '해바라기'의 히로인으로 발탁되어 주연을 맡게된다. 그 다음으로 드라마, 영화에 본격적으로 출연하기 시작하며 지금에 이르고 있다.
취미는 수채화, 공예이며 특기는 피아노, 서도이며 잘하는 과목은 화학이나 서투른 과목은 일본사(日本史)이다. 보통 자동차 면허와 보통 자동 이륜차 면허를 소지하고 있다. Seventh avenue 소속이다. 극도의 근시이라 시력이 0.02이다. 그래서 보통 콘택트 렌즈를 착용하고 있다.
친한후배 : 이노우에 마오(같은 소속사이다.)

## 출연
- 1997년 기묘한이야기 관리인 마츠시마 나나코 주연
- 1998년에 방영된 반항하지마의 빅히트와 함께 당대의 배우로 떠오르게 된다. 1999년에는 구명병동 24시 1기(1월 ~ 3월), 마녀의 조건(4월 ~ 6월), 얼음의 세계(10월 ~ 12월) 등 3편의 드라마에 출연하게 되는데 세 작품이 1999년 드라마 연간시청률 순위에서 각각 1, 2, 4위를 차지하게 되면서 시청률의 여왕이란 칭호를 얻게 된다.
- 2000년 4분기의 게츠쿠 드라마 야마토 나데시코는 평균 시청률 26.4%, 마지막회는 34.2%의 최고시청률을 기록하며 역대 일본드라마 시청률 10위권내에 이름을 올리게 된다. 야마토 나데시코는 마쓰시마 나나코의 대표작으로 불리게 된다.
- 2001년의 드라마 반항하지마에 함께 출연한 소리마치 타카시와 결혼을 한다.
- 2002년에는 NHK 사극 토시이에와 마츠에서 히로인으로 출연한다. 이 드라마는 평균시청률 22.1%를 기록한다.
- 2003년에는 후쿠야마 마사하루와 함께 미녀 혹은 야수에 출연한다.
- 2004년 5월에 첫째 아이를 출산하고, 그해 10월에 광고 제작발표회를 통해 출산 후 복귀했다.
- 2005년 1월에 구명병동 24시 3기로 복귀한다. 10월에는 꽃보다 남자의 카메오로 출연했다. 이 드라마의 여주인공인 소속사 후배 이노우에 마오와의 인연때문이었다.
- 2006년의 드라마 후루하타 닌자부로 파이널 게스트로 출연하여 29.6%라는 시청률을 기록한다.
- 2007년에는 꽃보다 남자 리턴즈에도 카메오로 출연한다. 11월에는 둘째 아이를 출산하였다.
- 2009년에 구명병동 24시 4기로 또 한번 높은 시청률을 기록하며 시청률의 여왕이라는 찬사를 받았다.
- 2010년에 한일 합작 영화 고스트: 보이지 않는 사랑에서 송승헌과 호흡을 맞췄으며 이 영화를 통해 국내에서 많이 알려졌다.
- 2011년에 가정부 미타 가정부 미타에서 미타 역을 맡으며 마지막 방송에는 시청률 40%라는 놀라운 결과를 얻게 됨.동 시간대 작품중 당연 시청률 1위를 기록했으며 기무라 타쿠야의 '남극대륙', 김태희가 출연했던 '나와 스타의 99일' 등 쟁쟁한 작품들과 경쟁하였다.
- 2012년에는 럭키 세븐 가정부 미타의 바로 뒤를 잇는 게츠쿠로 두분기 연속 마츠시마의 얼굴을 보게 됨. 이 드라마에서는 탐정 사무소의 사장 역으로 나왔으며 마츠모토 준과 에이타 등의 초호화 출연진이 주연을 이루었다. 마츠시마 나나코에게는 <야마토 나데시코> 이후 11년만의 게츠쿠가 되었다.

## 약력
- 1992년, 'ViVi' 전속 모델로서 유행 패션의 선두주자였다. 당시 OL(Office Lady)의 인기를 끌었다.
  - 드라마 '사장이 된 젊은 대장'에 데뷔한다.
- 1995년, 닛산 아베니르의 CM에 출연한다.
- 1996년, NHK 종합 텔레비전 아침 연속 TV 소설 '해바라기'의 히로인으로 출연해 주목받기 시작한다.
- 1997년 기묘한이야기- 관리인 마츠시마 나나코 주연
- 1997년, 초대 미즈노 마키에 이어 2대로 '예쁜 누나'에 기용되었다. 이때 남녀노소 불문하고 인기를 얻어서 호감도 No.1 여자 배우로 선정된다.
- 1998년, 드라마 'Sweet Season'으로 민간 방송 연속 드라마에 첫주연을 맡게 된다.
  - 'GTO'로 폭발적 인기를 얻는다.
- 1999년에는 3개의 연속 드라마('구명 병동 24시', '마녀의 조건', '얼음의 세계')에 모두 주연 출연한다. 이 3개의 드라마는 모두 호평을 받는다.
- 2000년 8월, 3일 연속으로 방송된 스페셜 드라마 '백년의 이야기'에 주연으로 출연해 평균 시청률 29.6%의 인기를 얻는다. 다른 드라마에서도 30%를 넘어 인기를 이어간다.
- 2001년 2월, 드라마 'GTO'에 같이 출연했던 소리마치 타카시와 결혼한다. 2004년 2월, 임신을 한다.
- 2004년 5월 31일에 딸아이를 출산한다. 8월에는 스미토모 생명의 CM으로서 복귀했으며 다음해인 2005년 1월에 '구명 병동 24시'(제3기)로 다시 복귀한다.
- 2005년 11월, 드라마 '반딧불의 묘'에서 냉혹한 숙모역을 연기해 드라마 컴플렉스[1] 사상 최고 시청률 21.2%를 획득했다. 그러나 마쓰시마 나나코는 텔레비전 잡지에서 드라마 '반딧불의 묘'의 출연 제의를 받았을 때 내용과 캐릭터 때문에 매우 하기 싫었다고 고백한다.
- 2006년, 글로벌 가난 퇴치 캠패인에 참가한다.
- 2007년 11월 30일, 두 번째로 딸을 출산한다.
- 2009년 구명병동 24시 4기로 연속 드라마 주연으로는 4년 만에 컴백했다. 이 드라마는 첫회 시청률 20.3% 평균시청률 19.2%를 기록하며 2009년 3분기 드라마 시청률 1위를 기록하였다.

## 출연

### 드라마
| 연도   | 제목                                    | 배역            | 비고                          |
| ------ | --------------------------------------- | --------------- | ----------------------------- |
| 1996년 | 《해바라기》                            | 미나미다 노조미 | 첫 주연작                     |
| 1998년 | 《반항하지마》                          | 후유츠키 아즈사 |                               |
| 1999년 | 《구명병동 24시 1기》                   | 코지마 카에데   | 에구치 요스케와 공동 주연     |
| 1999년 | 《마녀의 조건》                         | 히로세 미치     |                               |
| 1999년 | 《얼음의 세계》                         | 에기 토코       | 다케노우치 유타카와 공동 주연 |
| 2000년 | 《야마토나데시코》                      | 진노 사쿠라코   |                               |
| 2002년 | 《토시이에와 마츠~카가 백만석 이야기~》 | 마츠            | 카라사와 토시아키와 공동 주연 |
| 2003년 | 《미녀 혹은 야수》                      | 타카미야 마코토 | 후쿠야마 마사하루와 공동 주연 |
| 2005년 | 《구명병동 24시 3기》                   | 코지마 카에데   |                               |
| 2005년 | 《꽃보다 남자》                         | 도묘지 츠바키   | 특별출연                      |
| 2007년 | 《꽃보다 남자 리턴즈》                  | 도묘지 츠바키   | 특별출연                      |
| 2009년 | 《구명병동 24시 4기》                   | 코지마 카에데   |                               |
| 2010년 | 《구명병동 24시: 4기 스페셜》           | 코지마 카에데   |                               |
| 2011년 | 《가정부 미타》                         | 미타 아카리     |                               |
| 2012년 | 《럭키 세븐》                           | 후지사키 토코   |                               |
| 2013년 | 《럭키 세븐 스페셜》                    | 후지사키 토코   |                               |
| 2015년 | 《오리엔트 특급 살인사건》              | 바바 마이코     | 후지 TV 개국 55주년 특별기획  |
| 2015년 | 《레드 크로스: 여자들의 소집영장》      | 아마노 키요     |                               |
| 2016년 | 《영업부장 키라 나츠코》                | 키라 나츠코     |                               |
| 2016년 | 《모래탑: 너무 잘 아는 이웃》           | 사사키 유키코   |                               |

### 영화
| 연도   | 제목                              | 배역            | 비고                                  |
| ------ | --------------------------------- | --------------- | ------------------------------------- |
| 1997년 | 《사랑과 불꽃놀이와 관람차》      | 노노무라 후미카 |                                       |
| 1998년 | 《링》                            | 아사카와 레이코 | 주연                                  |
| 1998년 | 《링: 라센》                      | 아사카와 레이코 |                                       |
| 1999년 | 《링2》                           | 아사카와 레이코 | 특별출연                              |
| 2000년 | 《화이트아웃》                    | 히라카와 치아키 |                                       |
| 2006년 | 《이누가미가의 일족》             | 노노미야 타마요 |                                       |
| 2007년 | 《비잔》                          | 코노 사키코     | 주연                                  |
| 2010년 | 《고스트: 보이지 않는 사랑》      | 호시노 나나미   | 주연                                  |
| 2011년 | 《개와 당신의 이야기: 개의 영화》 | 다다 미사토     | 옴니버스 영화, 〈개의 이름〉 편 출연. |
| 2013년 | 《짚의 방패》                     | 시라이와 아츠코 |                                       |
| 2018년 | 《기도의 막이 내릴 때》           | 아사이 히로미   |                                       |
| 2019년 | 《마치다군의 세계》               | 마치다 모모카   |                                       |
| 2020년 | 《AI 붕괴》                       |                 |                                       |
| 2023년 | 《미스터리라 하지 말지어다》      | 마츠시마 나나코 |                                       |